# Тахирколь
Тахирколь (каз. Тақыркөл) — упразднённое село в Туркестанской области Казахстана. Находилось в подчинении городской администрации Арыса. Входило в состав Акдалинского сельского округа.  Исключено из учётных данных в 2023 году. Код КАТО — 611633400.

## Население
По данным 1999 года в селе проживало 438 человек. По данным переписи 2009 года, в селе проживали 104 человека.